# Isochariesthes transversevitticollis
Isochariesthes transversevitticollis là một loài bọ cánh cứng trong họ Cerambycidae.